# بستانو (تشاه مبارك)
بستانو (بالفارسية: بستانو) هي قرية تقع في إيران في قسم تشاه مبارك الريفي. يقدر عدد سكانها بـ 1870 نسمة بحسب إحصاء 2016.